# Glenea formosensis
Glenea formosensis é uma espécie de escaravelho da família Cerambycidae.